# 怡嬪
怡嫔（1721年5月1日—1757年6月30日），柏氏，後作柏佳氏。蘇州平民柏士彩之庶長女。清高宗之嬪，乾隆帝白贵人之親姐。初為漢族民籍出身，因她入宫，家族入旗為正黃旗包衣第四參領第一旗鼓佐領下人。

## 生平
柏氏在乾隆四年或之前入宮，因為安寧剛接任蘇州織造時就聞知柏家的事，應為南方官員向乾隆帝進貢的。雍正十三年十一月，海保知會江寧、蘇州兩處織造「嗣後毋得混行尋覓女子，招搖多事」。江寧織造李英自遵奉聖諭三年以來，未敢在外購覓一人，釋服後也沒有進貢任何女子、優童。然而，乾隆三年五月時，乾隆帝曾提到乾隆二年十一月服滿之後，蘇州織造海保曾進二女子，其一已經撥回，間接指出有一名女子被留下，未知此女子是否為柏氏。
乾隆二年十一月二十四日，乾隆帝下旨將後宮內的兩位常在晉封為貴人。學者王冕森認為海常在和陳常在已經在同年五月十一日（一說十二日）晉封為貴人，所以十一月二十四日晉封的兩位常在有可能是後來的怡嬪和秀貴人。
乾隆四年四月初六日為柏氏的生辰，宮殿監副侍劉玉等傳內用取上用緞一疋、素緞一疋、官用緞二疋、花春紬二疋、綾二疋，與《國朝宮史》規定的貴人級待遇相同。
乾隆六年二月十三日，奉皇太后懿旨，嘉嫔晋封妃，貴人柏氏則与海贵人和贵人葉赫勒氏詔晋为嫔，柏氏不僅在位分上得到擢陞，在宮廷生活中也頗受高宗眷顧，例如在乾隆六年二月十五日，高宗下旨将盛京送來的奶饼、蜜饯山楂和黑枣赏予皇后、贵妃至嫔位的后妃。高宗额外赏予剛詔封為嬪、未有正式封號的白嫔果干二匣；四月初十日，高宗下旨：「內廷一位主兒姓柏，祖籍蘇州，著知造處訪問伊父母來京相見，若尋著時，即便著人照看送赴來京，或伊年老令子弟跟隨一人來亦可，不過看望，並非來京居住，回去時仍令伊等約束，不可在外生事，密之」，讓柏氏的父母前往北京看望她。同年十一月癸未，以禮部侍郎木和林為正使、內閣學士雅爾呼達為副使，正式冊封貴人柏氏為怡嫔。
乾隆十年 (1745年) ，怡嬪的親妹柏氏以内务府上三旗女子的身份通过內務府选秀入宫（僅知她最遲在乾隆十三年正月被封為柏常在）。
乾隆十年（1745年) 三月初三日，據《雍和宮滿文檔案譯編》記載，帝后等人前往慧賢皇貴妃梓宮停靈的六股道殯宮致祭。內務府共使用了四輛牛車接送后妃位下的太監。檔案中的漢文清單可知由西暖殿富察皇后的太監獨自乘坐一輛牛車，第二輛牛車由翊坤宮嫻貴妃和長春宮嘉妃位下的太監乘坐，第三輛牛車由景仁宮純貴妃和永和宮愉妃位下的太監乘坐；最後一輛牛車則由承乾宮舒嬪、延禧宮怡嬪和永壽宮原皇貴妃位下德太監乘坐。同年十二月二十五日，怡嬪的兄弟柏永吉持来汉字文一件。恭查：「当今嘉妃、舒嫔、怡嫔此七分仪仗内，各应添红缎曲柄伞一把，相应移咨贵部作，速成造送卫应用等。」
乾隆十七年十月十七日，已故孝賢純皇后、慧賢皇貴妃和哲憫皇貴妃靈柩葬入裕陵，乾隆帝帶同當時的皇后輝發那拉氏、嘉貴妃金氏、怡嬪柏氏和穎嬪巴林氏等人前往清東陵，參與此三人的奉安典禮。
乾隆二十二年（1757年）五月十五日巳時，怡嫔病逝，高宗辍朝二日。和碩親王以下，內大臣公侯伯都統等官以上齊集；同年十一月初二日葬入清东陵裕陵妃园寝。

## 民間傳說
民國時期杭縣人徐珂所著的《清稗類鈔》記載了一個有關乾隆帝「銀妃」的民間傳說，徐珂稱「此實道路傳聞之傅會，未可信也」。故事稱銀妃是山東青州人，乳名珠兒，在父親五十六歲時出生，她的父親是一位諸生，在銀妃出生後不到二年就去世，她的母親因為家貧而將銀妃送與同里黃氏為義女，黃氏從前是望族，加以珠兒有豔名，媒人絡繹不絕，黃氏委婉地謝絕了她們。珠兒曾對別人說：「所貴美女者，當屏絕男子耳。明珠白璧，豈可使有瑕玷哉！」，於是珠兒的豔名更廣泛流傳。
乾隆某年，乾隆帝南巡途經山東時，有人向乾隆帝提及珠兒此美人，乾隆帝暗中記住，在回鑾時手諭山東巡撫，命與黃氏好好商量，希望能夠迎珠兒入宮。山東巡撫帶着手諭拜訪黃氏，黃氏向北方叩首遵命，在次日就將珠兒帶到北京。乾隆帝將她安置在坤寧宮，但是害怕被太后知曉，又將她匿藏於四知書屋。某夕，對外說珠兒已承恩，冊封為銀妃。有一日，銀妃的養父黃氏被某個內監帶入乾清宮，乾隆帝看到他，問他是何人，黃氏伏地沒有說話，內監說他是銀妃的養父，之前親送銀妃入京，乾隆帝命他返回山東，並對他說：「已有密旨至濟南矣」。黃氏回家後，發現居宅一新，又有良田美池和財物，文武官皆前來迎接他。
珠兒初入宮時，尚未熟悉宮內的禮節，夜深時會背燈暗泣，下人向乾隆帝奏聞後，乾隆帝會特旨安慰她。某夜，珠兒因不順從而令乾隆帝非常憤怒，走出珠兒所居的地方，宮人皆為之危，但是沒多久又再像以前那樣寵愛她。數年後，在回部帶回香妃入宮，香妃初入宮時與銀妃同宮，不久之後就遷居另一座宮院，乾隆帝很寵愛香妃，經常賞賜物品給她，甚至優於銀妃。香妃去世後，高宗大哭而眼晴出現毛病，「棄銀妃若敝屣矣」。
銀妃此傳說可能源自乾隆帝怡嬪柏氏、儀嬪黃氏，然而銀妃與兩者的經歷皆不完全符合。

## 家族
乾隆初年，安寧接任蘇州織造之初，已聞知柏家在蘇州居住，著人密訪，當時柏家安分謹慎，不敢多事。乾隆六年四月初十日，乾隆帝下旨讓柏氏的父母前往北京看望怡嬪，後來因柏士彩年已六十九歲，令其夫婦長途往返不可無親人扶侍，而且柏士彩次子併女俱幼，無人照看，所以最後允許怡嬪的父母、兄弟姐妹、兄嫂侄女等八人經水路赴京。同年十月，柏士彩等返回蘇州。安寧在蘇州購買三十間住房，外面門戶局面俱從卑小，供其家十七、八人生活，每月再給二十兩的盤纏銀；安寧命人偷偷在柏家附近查訪，發現柏家與人發生口角後，把怡嬪的兄弟喚進內署，嚴行申飭，安寧擔心柏永吉心志未定，在外邊交遊蕩廢、倚恃內庭，而安排他進滸墅關幫管賬目，並給以衣帽銀兩，除非家中有事，否則不許擅自出署、請假。乾隆七年，柏家奉旨入旗，入正黃旗包衣第四參領第一旗鼓佐領。同年十二月，安寧將柏士彩等十一名親丁，以及九名僕人男婦送到北京；柏永吉、柏永慶每人給予披甲三兩錢糧米石，賞給住房六十一間，地七頃，每年得租銀二百二十兩，取租房二十八間，每月得租銀十兩。
怡嬪家族的譜系如下：
- 父：柏士彩，蘇州人，乾隆二十四年十一月病故。
- 嫡母：范氏，乾隆二十四年二月病故。乾隆八年五月十一日，范氏乘轎探親，路經吳縣直街地方，范氏的轎夫碰撞到賣米糕窮民沈四的幼孩，幼孩之母金氏與轎夫口角，還與范氏撕扭，范氏一時忿氣，以沈氏夫妻毆搶為由向知縣姜順蛟提出捉捕他們，但是姜順蛟差人勸范氏回家代為查究。柏士彩又往告安寧，安寧即差人諭吳縣嚴查，吳縣當日拘訊沈四，沈四因不能拘束妻子而被重責三十板，並押令 沈四夫婦與柏士彩家服罪。柏士彩續告范氏遺失金簪二枝和珠子四棵，要求將沈四收監。安寧等差人接柏士彩到署反復開導，柏士彩方允寢息[17]。事後，乾隆帝不加罪譴，但要求柏家馬上回京[18]。范氏舊日虛症發作，難以起身，圖拉不時差人看問，送其參藥調理，漸已痊癒，柏士彩和范氏在八月十二日由水路起身回京。
- 生母：妾張氏，乾隆五十四年八月病故。
- 兄弟：柏永吉，原為監生，曾任造辦處郎中兼佐領等職；柏永慶，乾隆二十一年（1756年）丙子科舉人[19]，後改名柏台，原任山東平原縣知縣；柏永瑞，曾在嘉庆年间任山西阳曲县典吏。
- 姐妹：柏士彩次女、三女曾於乾隆六年入京，白貴人應為其中一人。
- 侄子：柏華寶，原任山西試用理問；柏華倫、柏華封，均為披甲人；柏華山、柏華玉、柏華書、柏華詩、柏華文，均為閒散。
- 侄孫：克升額、克蒙額、成裕、成善、利格、成德，均為閒散。

## 影视作品

### 電視劇
| 年份 | 劇名     | 演員   | 剧中姓名 | 劇中稱謂                           | 註解                 |
| 2018 | 延禧攻略 | 徐百卉 | 柏氏     | 怡嬪                               |                      |
| 2018 | 如懿傳   | 何泓姍 | 白蕊姬   | 南府樂伎→玫答應→玫常在→玫貴人→玫嬪 | 推測以怡嬪柏氏為原型 |